# Dictynomorpha
Dictynomorpha là một chi nhện trong họ Dictynidae.